# Acmaeodera crinita
Acmaeodera crinita es una especie de escarabajo del género Acmaeodera, familia Buprestidae. Fue descrita científicamente por Hippolyte Louis Gory en 1840.
Esta especie se encuentra en el continente asiático.